# 瓦莫绍罗西
瓦莫绍罗西，是匈牙利索博尔奇-索特马尔-贝拉格州所辖的一个村。总面积13.16平方公里，总人口499，人口密度37.9人/平方公里（2011年1月1日）。